# Wybory do Parlamentu Europejskiego w Bułgarii w 2014 roku
Wybory do Parlamentu Europejskiego VIII kadencji w Bułgarii zostały przeprowadzone 25 maja 2014. Bułgarzy wybrali 17 eurodeputowanych (w miejsce dotychczasowych 18). Frekwencja wyniosła 36,15%.

## Wyniki wyborów
| Lista wyborcza                                    | Głosy     | %     | Mandaty | Zmiana |
| ------------------------------------------------- | --------- | ----- | ------- | ------ |
| Obywatele na rzecz Europejskiego Rozwoju Bułgarii | 680 838   | 30,40 | 6       | +1     |
| Koalicja na rzecz Bułgarii (BSP i koalicjanci)    | 424 037   | 18,93 | 4       | –      |
| Ruch na rzecz Praw i Wolności                     | 386 725   | 17,27 | 4       | +1     |
| Bułgaria bez Cenzury i koalicjanci                | 238 629   | 10,66 | 2       | +2     |
| Blok Reformatorski                                | 144 532   | 6,45  | 1       | +1     |
| Alternatywa na rzecz Bułgarskiego Odrodzenia      | 90 061    | 4,02  | 0       | –      |
| Narodowy Front Ocalenia Bułgarii                  | 68 376    | 3,05  | 0       | –      |
| Ataka                                             | 66 210    | 2,96  | 0       | –2     |
| Pozostali                                         | 140 022   | 6,26  | 0       | –2     |
| Głosy nieważne i puste                            | 122 536   | –     | –       | –      |
| Razem                                             | 2 361 943 | 100   | 17      | –1     |